# Jagdgeschwader 331
Das Jagdgeschwader 331 war ein Verband der Luftwaffe der Wehrmacht vor dem Zweiten Weltkrieg.

## Geschichte
Die I. Gruppe des Jagdgeschwaders 331 bildete sich am 1. November 1938 aus der IV./Jagdgeschwader 132 in Mährisch Trübau (Lage). Ab dem 3. Februar 1939 war Breslau-Schöngarten (Lage) die Ausgangsbasis für die Teilnahme an der Zerschlagung der Tschechoslowakei ab dem 15. März 1939. Anschließend verlegte die I. Gruppe, in das sogenannte Protektorat Böhmen und Mähren, nach Olmütz-Neredin, (Lage) kehrte aber am 21. April wieder nach Breslau zurück. Ein Geschwaderstab oder weitere Gruppen existierten nicht. Die I. Gruppe war mit der Messerschmitt Bf 109D ausgestattet.
Am 1. Mai 1939 trat das neue Benennungsschema der Luftwaffe in Kraft. Aufgrund dessen firmierte die I. Gruppe in die I. Gruppe des Jagdgeschwaders 77 um. Damit hatte das Geschwader aufgehört zu bestehen.

## Gruppenkommandeure
I. Gruppe
- Hauptmann Johannes Janke, 1. November 1938 bis 1. Mai 1939[5]